# Cayaponia multiglandulosa
Cayaponia multiglandulosa är en gurkväxtart som beskrevs av R. Fernandes. Cayaponia multiglandulosa ingår i släktet Cayaponia och familjen gurkväxter. Inga underarter finns listade i Catalogue of Life.